# Římskokatolická farnost Bílsko
Římskokatolická farnost Bílsko je zaniklé územní společenství římských katolíků v rámci strakonického vikariátu Českobudějovické diecéze. Farnost zanikla 31. prosince 2019, jejím právním nástupcem se stala farnost Bavorov, která je excurrendo spravovaná z Vodňan.

## O farnosti

### Historie
Plebánie je v Bílsku zmiňovaná v roce 1359. V letech 1640–1786 k Bílsku náležela i filiálka Heřmaň. Nejstarší dochované matriční knihy jsou z roku 1677. Současná podoba farního kostela pochází z úprav, které byly provedeny z popudu Mikuláše Diviše Radkovce kolem roku 1630.
Od roku 1961 neměla farnost sídelního duchovního správce a byla administrována z farností v okolí (buď z Bavorova, nebo z Vodňan).

#### Duchovní správa
Přehled duchovních správců:
- 1649–1655	P. J. S. Waniazko
- 1655–1676	P. J. Klimesch
- 1677–1681	P. J. T. Schlechta de Wšehrad
- 1681–1704	P. J. F. B. Schwehnaz
- 1704–1707	P. J. Štiastný
- 1707–1725	P. J. J. A. Lantich
- 1725–1751	P. W. I. Straus
- 1751–1756	P. K. F. J. Wrba
- 1756–1765	P. F. X. de Catana
- 1765–1776	P. F. Puchmajer
- 1776–1811	P. T. Makovička
- 1811–1820	P. J. Strnad
- 1821–1826	P. L. Jaskesch
- 1826–1847	P. M. S. A. Spěwak
- 1847–1866 P. Antonín Planička
- 1866–1893 P. Martin Klouček
- 1893–1910 P. Petr Havel
- 1910–1929 P. Antonín Hála
- 1929–1934 P. Jan Kolba
- 1935–1961 P. Václav Vlášek
  - do r. 1967 R.D. Jan Dobrodinský, výpomocný duchovní na penzi
- 1961–2001 R.D. František Hobizal, excurrendo z Bavorova
- 2001–2004 R.D. Viktor Frýdl, excurrendo z Bavorova)
- 2004–2006 R.D. Mariusz Ratyński, excurrendo z Bavorova
- 2006–2009 R.D. Zbygniew Wawrowski, excurrendo z Vodňan
- 2009–2014 P. Jiří Čepl, O.Melit., excurrendo z Vodňan
- 2014–2020 J.M. can. Miroslav Nikola, excurrendo z Bavorova
- od r. 2020 ThLic. Josef Prokeš, excurrendo z Vodňan[2]

### Současnost
V letech 2014–2019 byla farnost Bílsko administrována knězem z Bavorova (P. Miroslav Nikola). V prosinci 2019 došlo k redukci počtu farností v českobudějovické diecézi a Bílsko se stalo filiálkou Bavorova. V roce 2020, kdy byl dosavadní administrátor farnosti Bavorov emeritován, přešla správa farnosti Bavorov (s filiálními kostely v Blanici a Bílsku) pod správu farnosti Vodňany.
| Fotografie | Kostel                         | Místo     | Bohoslužba             | Bohoslužba             | Poznámka                      |
| ---------- | ------------------------------ | --------- | ---------------------- | ---------------------- | ----------------------------- |
|            | Kostel svatého Jakuba Staršího | Bílsko    | neděle                 | 9.30                   | filiální, bývalý farní kostel |
|            | Kaple svatého Václava          | Budyně    | neslouží se pravidelně | neslouží se pravidelně | obecní kaple                  |
|            | Kaple                          | Chrást    | neslouží se pravidelně | neslouží se pravidelně | návesní kaple                 |
|            | Kaple svatého Jana Nepomuckého | Krajníčko | neslouží se pravidelně | neslouží se pravidelně | obecní kaple                  |
|            | Kaple svatého Prokopa          | Měkynec   | neslouží se pravidelně | neslouží se pravidelně | obecní kaple                  |
|            | Kaple svatého Jana Nepomuckého | Záluží    | neslouží se pravidelně | neslouží se pravidelně | obecní kaple                  |